# Japán Szárazföldi Véderő
A Japán Szárazföldi Véderő (japánul: 陸上自衛隊 átírással: Rikudzsó Dzsieitai, magyarul: „Japán Szárazföldi Önvédelmi Haderő”) a Japán hadsereg szárazföldi egységeit jelenti. 1954. július 1-én alakult és a Japán Önvédelmi Haderő 3 haderőneméből ez a legnagyobb.
2010 decemberében új katonai irányelv lépett életbe. Ennek következtében a Japán Önvédelmi Haderő Kínára fókuszál a Szenkaku szigeteki vitájuk miatt.
2008-ban 150.000 körüli katonája volt. Központja Tokióban van, azon belül Sindzsuku keleti részén Icsigaja kerületén.

## Történelme
Japán 1945-ben elfogadta a potsdami konferencia által kínált békét, és ennek a 9. cikkelye („mindörökre lemond a nemzetközi viták rendezésének érdekében a háborúindítás, valamint az erőszak alkalmazás, vagy az azzal való fenyegetés szuverén jogáról.” Annak érdekében, hogy ezt elérjék „soha nem fognak fenntartani szárazföldi, tengeri vagy légi haderőt”) miatt, a Japán Birodalmi Hadsereget és a Japán Birodalmi Haditengerészetet feloszlatták, ezzel párhuzamosan az amerikai megszálló egységek vették át a hadsereg szerepét, ami a Japán területek megvédését is jelentette. Így Japán fókuszálhatott a gazdasága újraépítésére.
Annak ellenére, hogy Amerika nem akarta, hogy Japánnak legyen bármilyen hadserege, Asida Hitosi Japán akkori miniszterelnöke módosított a 9. cikkelyen, hogy Japánnak lehessen hadserege ami önvédelmi erőként funkcionál. Ennek következtében a szárazföldi, légi és tengerészeti haderőnemek alakultak ki Japánban. A megszállók vágya Japán demilitarizálása volt, de ez teljesen nem sikerült végül.
1951-ben a két ország Amerikai-japán biztonsági egyezményt kötött. Ez alapján Japánban maradtak amerikai támaszpontok és bázisok (pl.: Okinawán), így Amerika képes megvédeni Japánt ha megtámadják. 1950-ben a koreai háború miatt megalkották a Nemzeti Rendőrségi Tartalékot. 1952-re a Nemzeti Rendőrségi Tartalék Japánban 110.000 főre növekedett és megváltoztatták a nevét Nemzeti Biztonsági Ügynökségre.
Japán ezután folytatta a védelem fejlesztését. 1954. július 1-én az „Országos Biztonsági Testületet” Védelmi Ügynökséggé alakították át. Illetve a Nemzeti Biztonsági Ügynökség átalakult a Japán Szárazföldi Véderővé, Japán Tengerészeti Véderővé illetve a Japán Légi Véderővé. Erre az engedélyező jogszabályt szintén 1954-ben vezették be. A Japán Önvédelmi Haderő első vezetője pedig Keizou Hajasi lett.
Hosszú ideig megkérdőjelezhető volt, hogy a Japán Szárazföldi Véderő képes lenne-e egy esetleges szovjet támadást megakadályozni Hokkaidó ellen. Mára a Véderő hatékony hadsereg (kb. 150.000 fő) és fontos jelentősége van, bár a hidegháború vége óta úgy tűnik, hogy jelentősége csökken. Kísérletet tettek arra, hogy a Véderőt összességében új hidegháború utáni küldetésekre alakítsák át, mert a hidegháborús missziók számos belső politikai vitában torkoltak.
1992-re Japán gazdasága fellendült és ez Amerikának nem tetszett, ezért rákényszerítette Japánt, hogy segítse a világbékét. Ennek következtében bevezették Japánba a  Nemzetközi Béke Együttműködési törvényt és az Önvédelmi Haderő részt vehetett nemzetközi békefenntartó nem katonai-jellegű akciókban amerikaiakkal. Ez volt a 2. világháború óta az első megmozdulása a Japán hadseregnek.
2004. március 27-én a Japán Védelmi Ügynökség létrehozta a Speciális Erők Csoportját, ami a Japán Szárazföldi Véderőbe került beintegrálásba és a feladatuk a terrorizmus elleni harc.
2018. április 7-én Japán a második világháború vége óta először aktiválta tengeri egységét. A feladatuk a Kínától keletre lévő szigeteik védelme esetleges inváziós egységektől.

## Mai politikai helyzet a 9.cikkellyel
2012. decembere óta Abe Sinzó vezetésével a Liberális Demokrata párt (Japán) és a Komeito kormánykoalíció választási sikert sikerre halmoz. Ezzel terítéken van a kérdés, vajon Abe elég merész és ambiciózus-e ahhoz, hogy megkockáztasson végigvinni egy alkotmánymódosítást. Ehhez meg kellene előbb győznie nem csak mindkét parlamenti ház képviselőinek kétharmadát, hanem magát a japán közvéleményt is attól, hogy a hadsereg fenntartását tiltó 9.cikkelyt módosítsák. Nemzetközileg is vitatott, hogy kell-e Japánnak hadsereg.
A reformok aktualitását a megváltozott biztonságpolitikai környezet adja. Kína egyre növekvő katonai kiadása, Észak-Korea nukleáris fegyverei, illetve legújabb adalékként Donald Trump is, aki állítása szerint újratárgyalná a Amerikai-japán biztonsági egyezményt.
Így, ahogyan azt Abe már 2004-ben egy könyvében is kijelentette, Japánnak aktív lépéseket kell tennie, hogy biztosítsa elköteleződésének komolyságáról az Egyesült Államokat. Ez ráadásul hozzájárulna a kapcsolatok egyenlőbb alapokra helyezéséhez, ahol Japán bebizonyíthatja szövetségének komolyságát. Abe és a hozzá hasonlóan gondolkodó politikusok abban látják a megoldást, ha az alkotmány 9.cikkelyét megreformálnák és lehetővé tennék, hogy vészhelyzet esetén Japán élhessen az ENSZ alapokmányban biztosított kollektív önvédelem jogával például az amerikai katonák védelme érdekében.
2015. szeptember 19-én az Abe miniszterelnök által vezetett LDP és Komeito koalíció, 148:90 arányban, a felsőházban is elfogadtatta az önvédelmi erők reformjáról szóló törvénytervezetet. Ez lehetővé teszi a korlátozott kollektív önvédelemben való részvételt. Mindenek előtt azonban a következő három feltételnek kell megfelelni ahhoz, hogy a Japán Önvédelmi Haderő részt vehessen háborús konfliktusban:
1. A helyzet egyértelmű fenyegetést jelent Japánra nézve, vagy legalábbis alapjaiban fenyegeti a japán nép élethez, szabadsághoz és boldogsága eléréséhez való alkotmányos jogát.
2. Nincs más módja a támadás megakadályozásának.
3. Az alkalmazott erőszak nem haladhatja meg a feltétlenül szükséges minimumot.

A feltételekből látható, hogy nem arról van szó, hogy Japán vissza akar térni a militarista alapokhoz. Abe miniszterelnök szeretné megváltoztatni az alkotmány 9. cikkelyét több ponton is, de még nem lépett semmit az ügyben.

## Aktuális felszerelés és személyzet

### Személyzet
1989-ben az alsó-közép akadémia és a felső-közép akadémia végzettjei alapkiképzésüket a képzési brigádokban kezdték, és körülbelül három hónapig tartott. A megbízott tiszteket és az altiszteket (tizedestől-hadnagyig tartó rangok tartoznak ide) képző kurzusok elérhetőek voltak tisztképző iskolákban és a már végzett altisztek beléphettek egy 8-12 hétig tartó megbízott tiszteket képző programba. Idősebb altisztek és a 80 hetes kísérleti altisztképzőben végzettek is részt vehettek tisztképző iskolákban, ugyanígy részt vehetett rajta az is aki Jokoszukán a Nemzeti Védelmi Akadémián végzett, illetve azok is akik valami hasonló 4 éves egyetemet végeztek. Korszerű műszaki, repülési, orvosi, parancsnoki és személyzeti tisztviselő kurzusokat is tartott a Japán Szárazföldi Véderő. Csakúgy mint a Tengerészeti és Légi Véderő, a Szárazföldi Véderő is tartott fiatal kadét programot, ahol technikai képzést kínált azon fiataloknak akik az alsó-középiskolát már elvégezték, de még nem érték el a katonasághoz való csatlakozás korhatárát, cserébe nekik később be kellett lépniük a katonasághoz.
A Japán szigetek népsűrűsége illetve urbanizációja miatt, csak kevés hely van nagyszabású gyakorlatokhoz, de még ezeken a területeken is zaj korlátozások vannak. A Szárazföldi Véderő igazodva ezekhez a feltételekhez, a parancsnoki feladatokra, térképészeti ismeretekre, szimulátorokon végzett feladatokra és egyéb képzésekre fektetik a hangsúlyt, illetve a tengerentúlon is szoktak gyakorlatozni például az Amerikai Egyesült Államok területén is (Yakima Tréning Centrum), ahol a katonák lőgyakorlatokat is végeznek.
A Japán Szárazföldi Véderőnek van két tartalék egysége: a Gyors reagálású tartalék egység (即応予備自衛官制度) és a Fő tartalék egység (一般予備自衛官制度). A Gyors reagálású egység tagjai 30 napot, a Fő tartalék egység tagjai pedig 5 napot gyakorlatoznak évente. 2007 decemberében 8.425 fő létszáma volt Gyors reagálású egységnek, míg 22.404 fő a Fő tartalék egységnek.

### Néhány felszerelésük

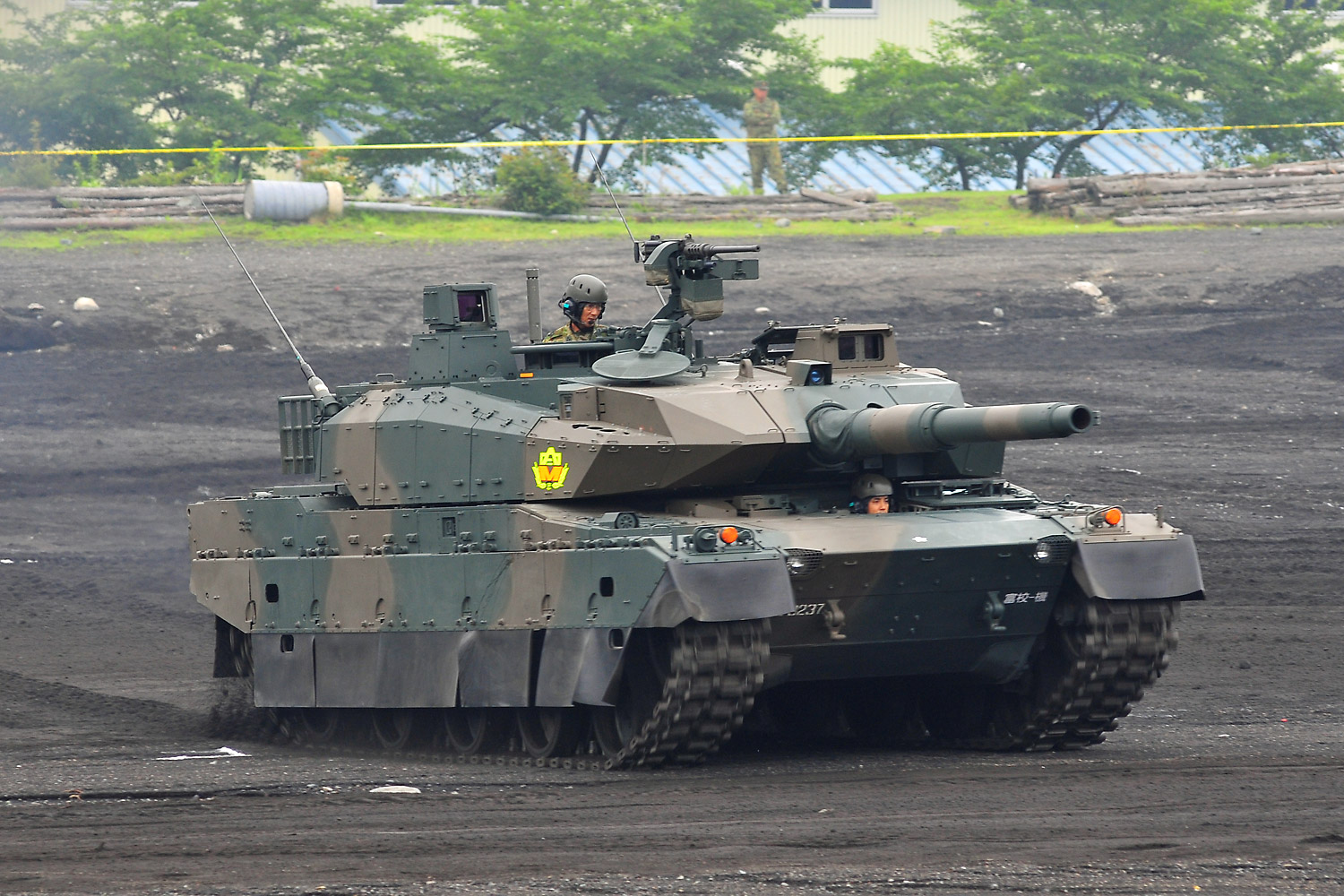
10-es típusú harckocsi
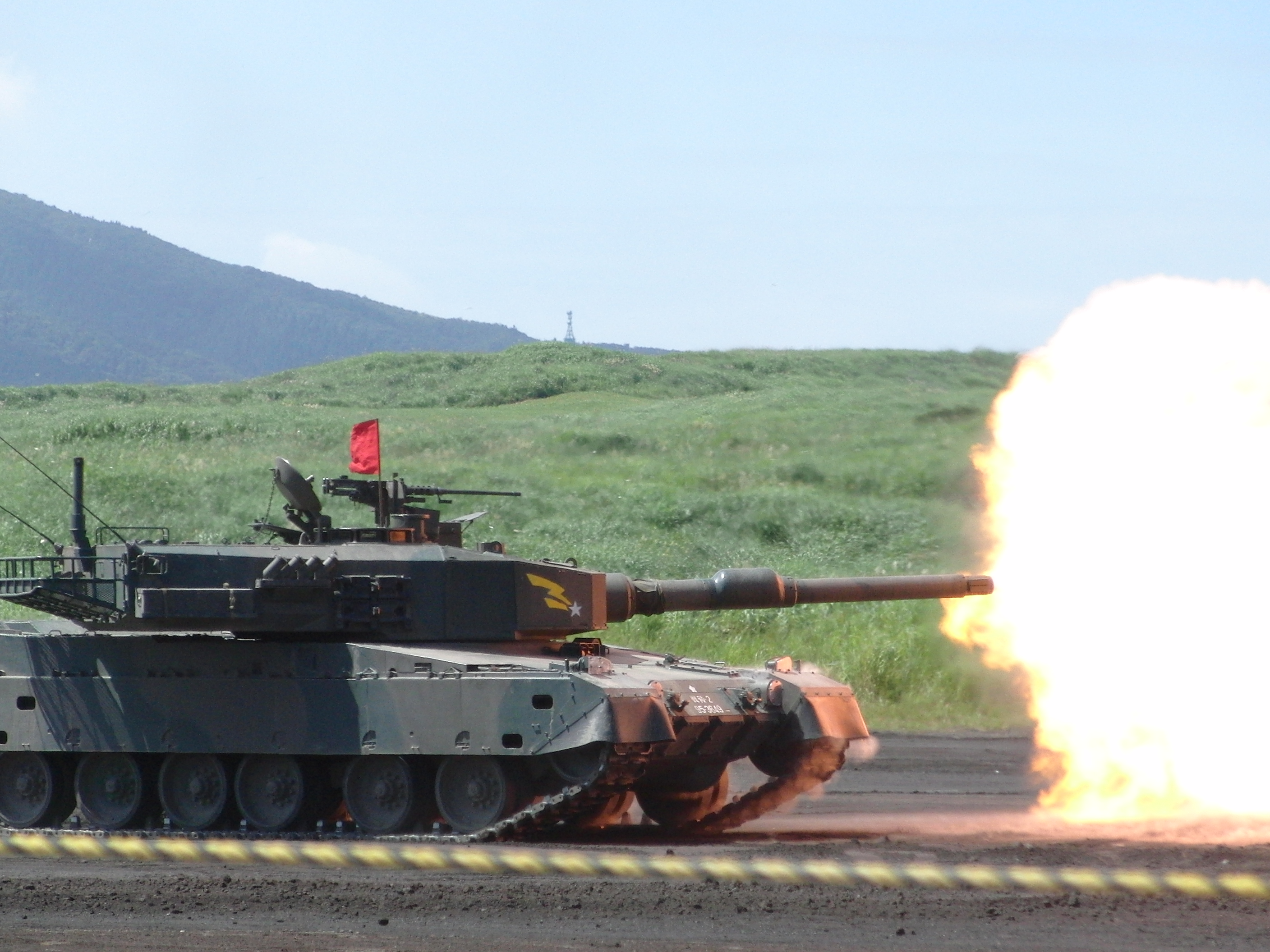
90-es típusú harckocsi
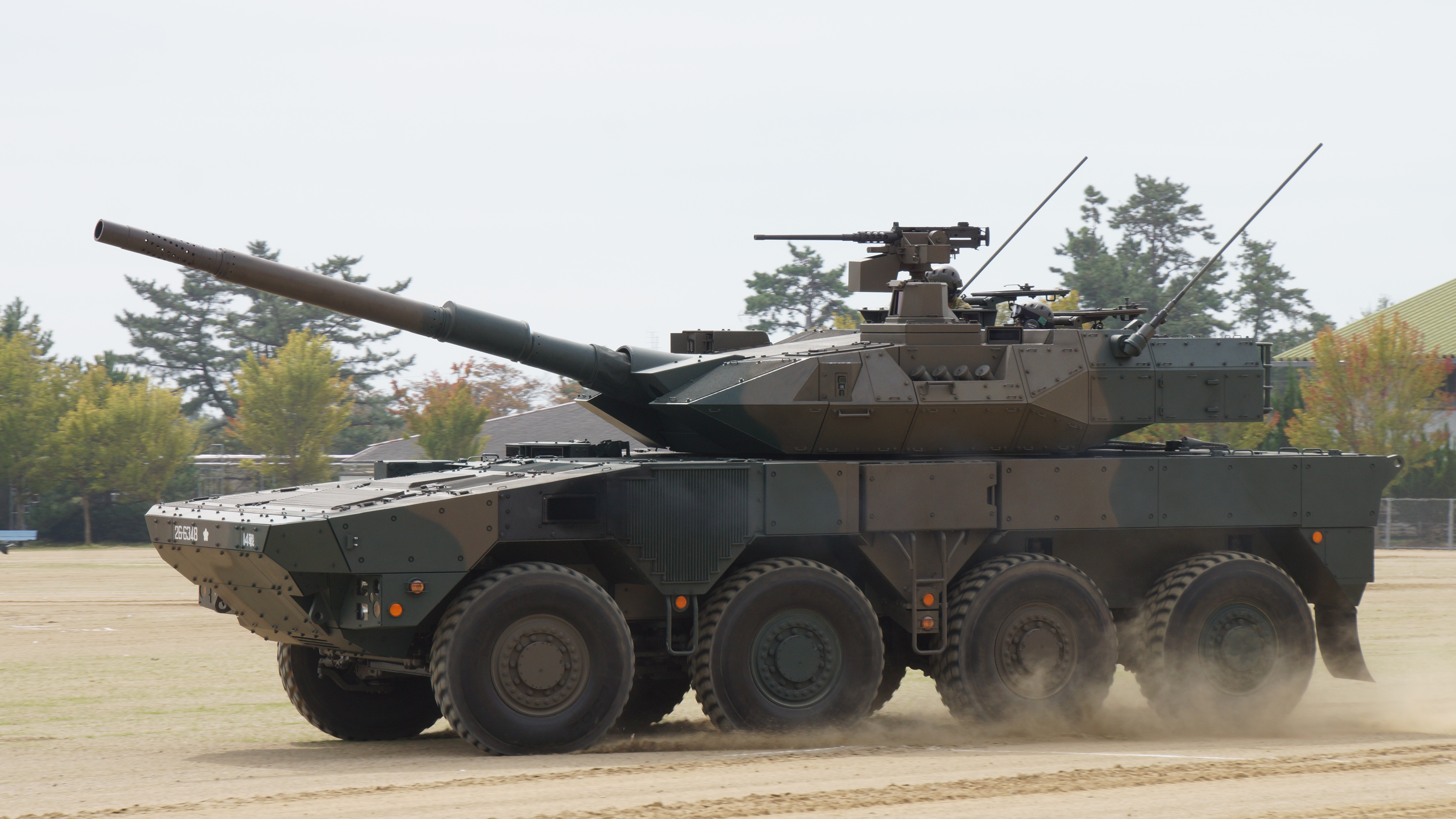
16-os típusú manőverező harckocsi
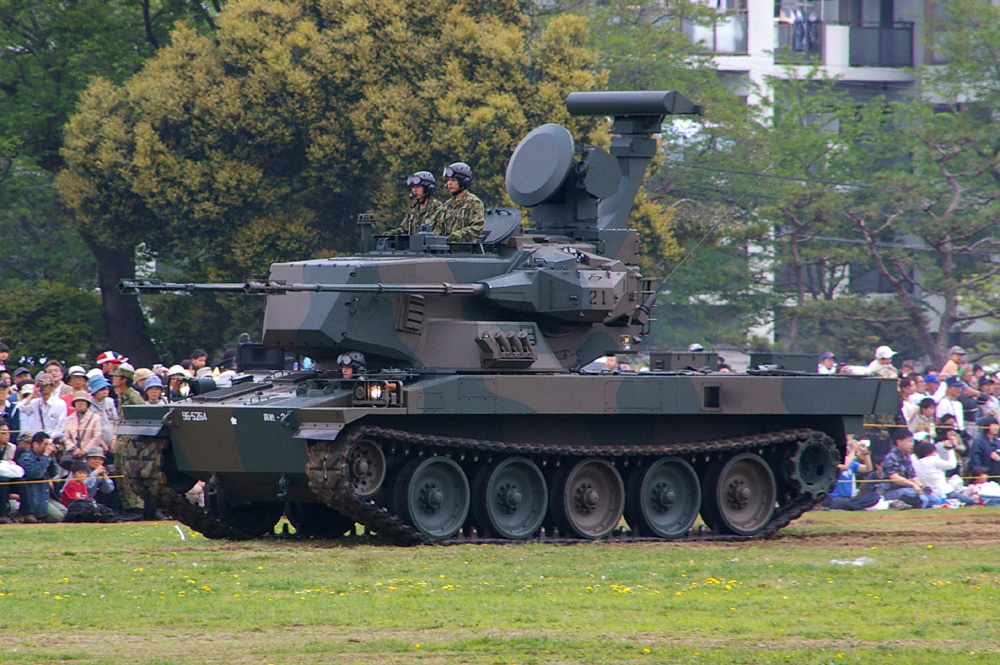
87-es típusú önmüködő légvédelmi fegyver
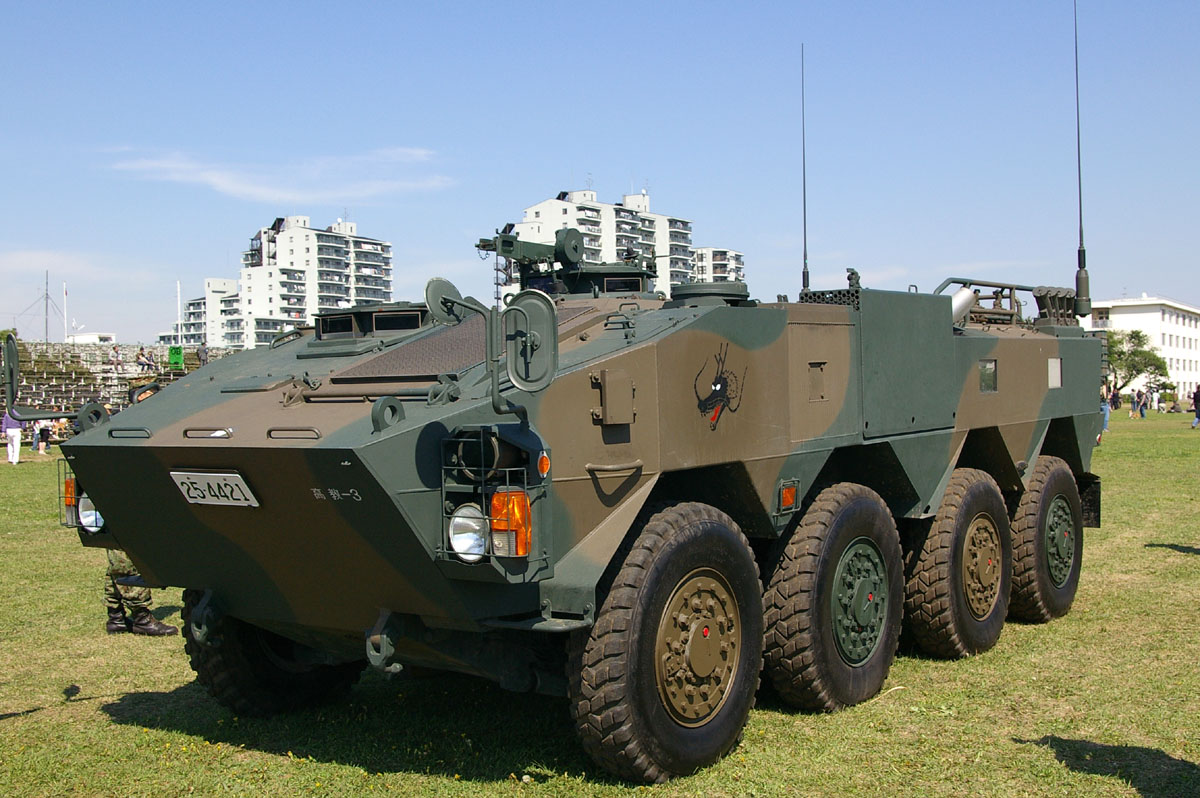
96-os típusú páncélozott személyzet szállító
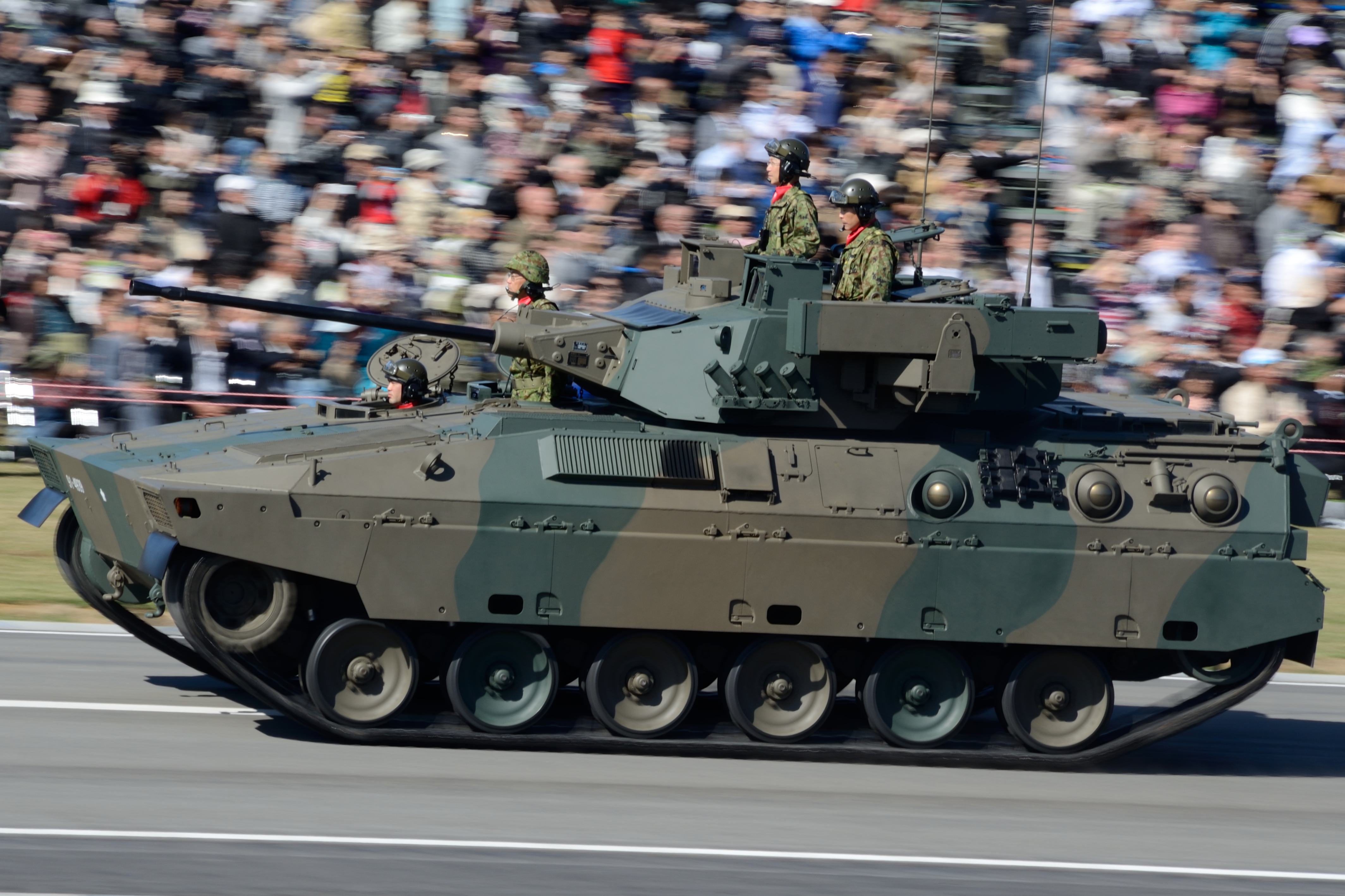
89-es típusú gyalogság elleni harckocsi
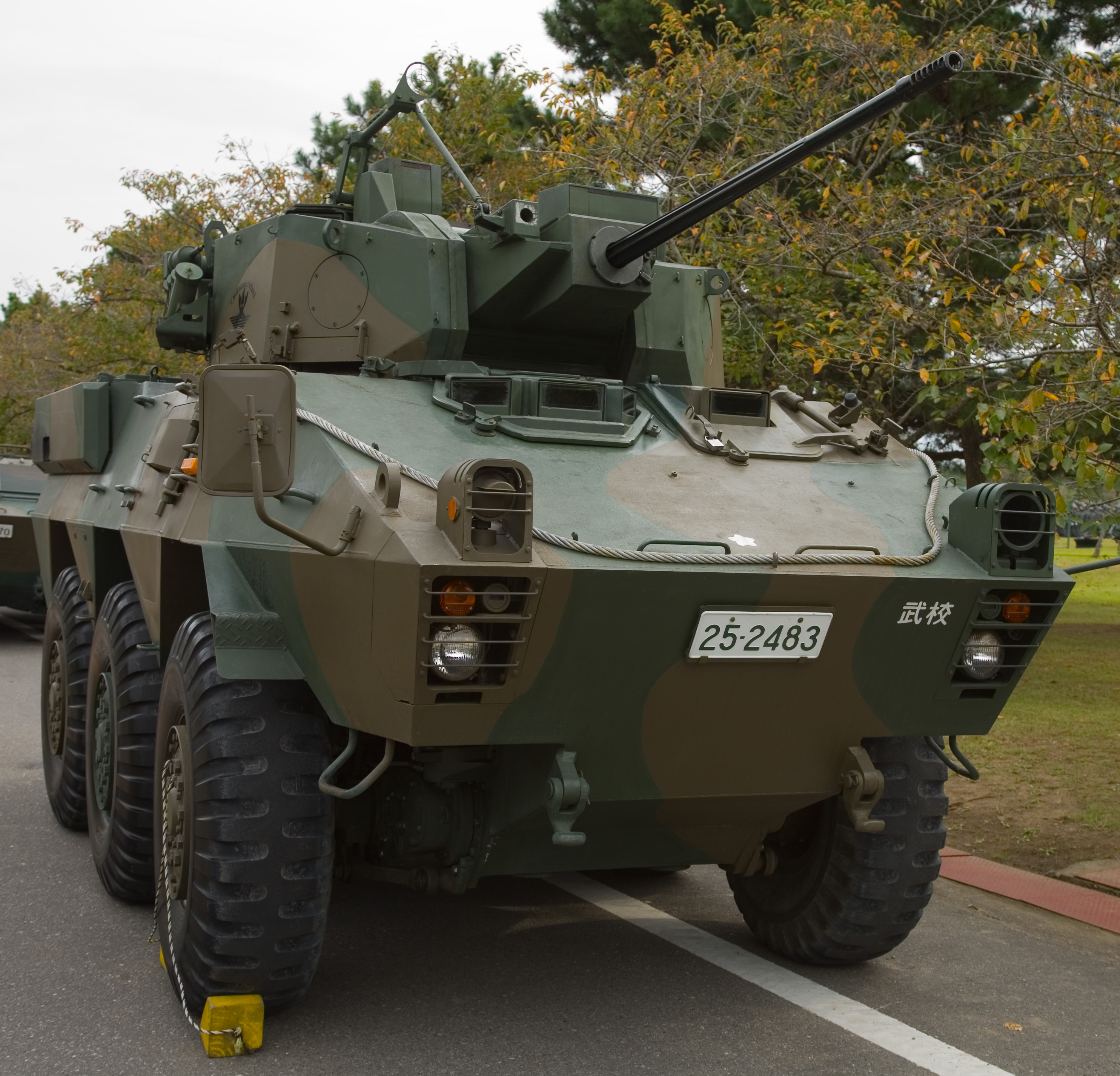
87-es típusú páncélozott járőr harckocsi
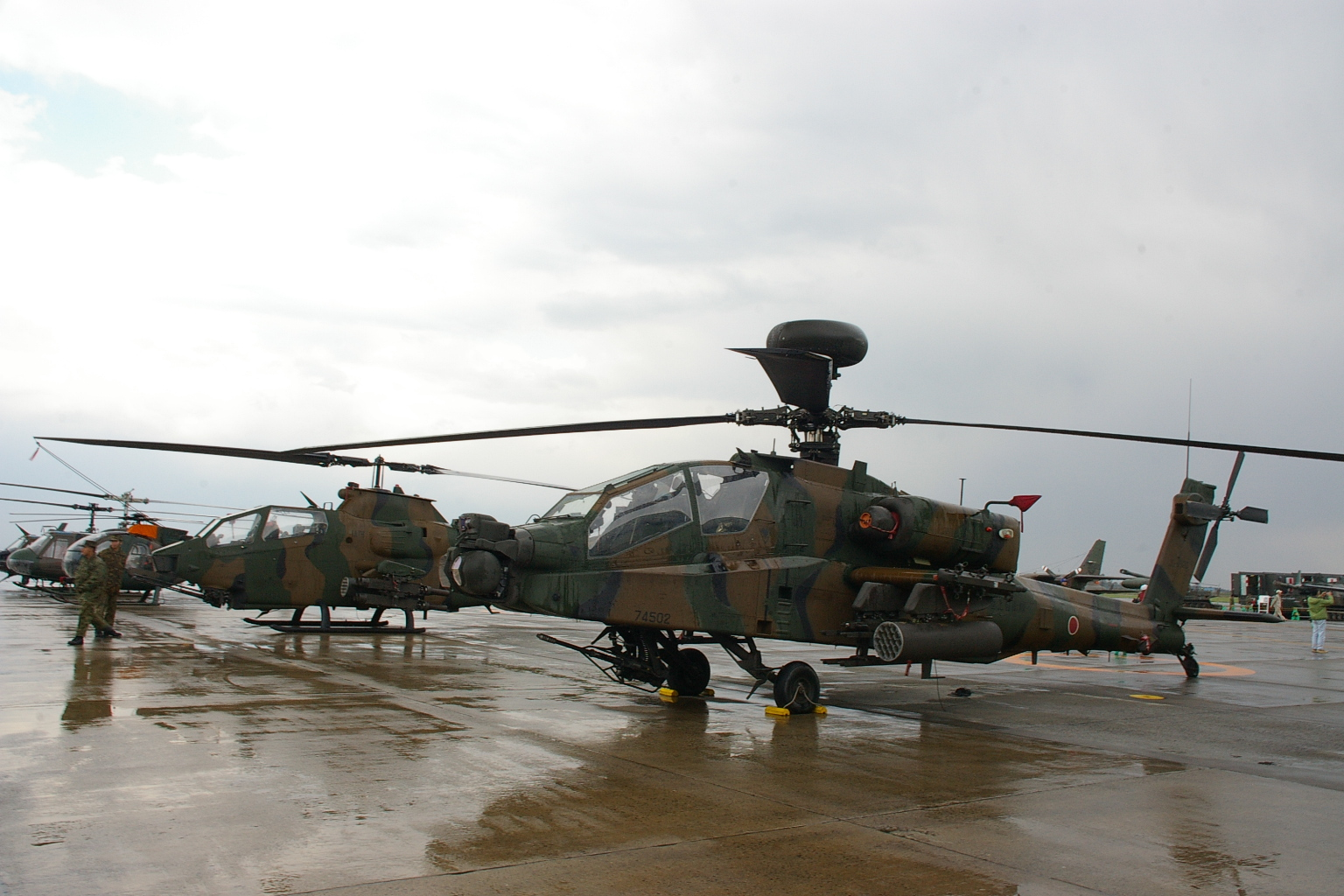
AH-64D & AH-1S
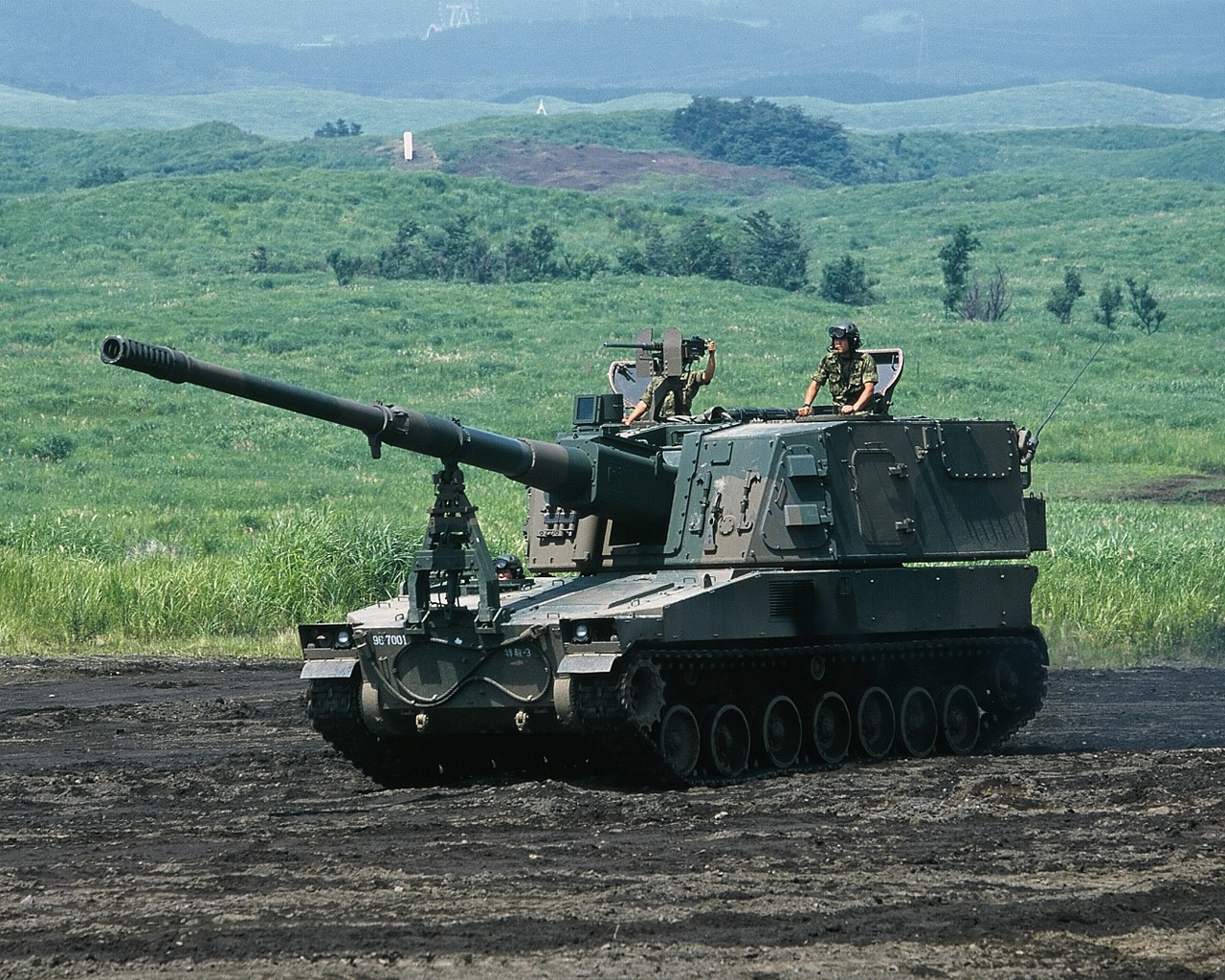
99-es típusú 155 mm-es önmüködő mozsárágyú
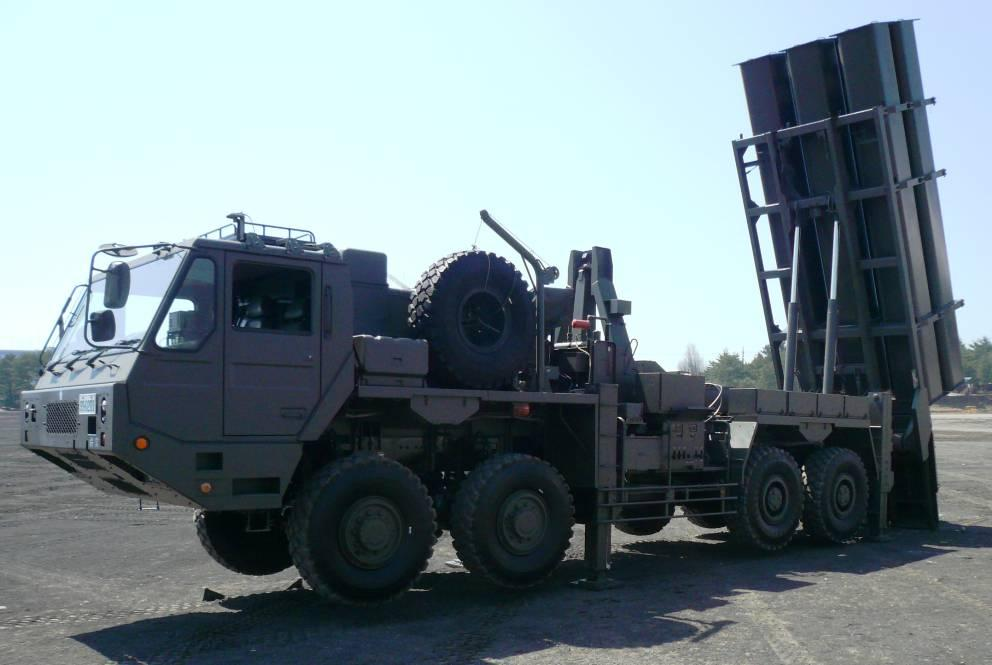
12-es típusú felszíni hajó rakéta

## Szervezet
Jelentős Parancsnokság
A Szárazföldi Egységek Parancsnoksága (陸上総隊 Rikudzsou-Szoutai)  főhadiszállása Aszakán van, Szaitama prefektúra. 2018. március 27-én lett újjászervezve a Központi Készenléti Erőből.

### Seregek
- Északi hadsereg, főhadiszállása, Szapporo, Hokkaidó
- Északkeleti hadsereg, főhadiszállása, Szendai, Mijagi
- Keleti hadsereg, főhadiszállása Nerima, Tokió
- Központi hadsereg, főhadiszállása Itami, Hjógo
- Nyugati hadsereg, főhadiszállása Kumamoto, Kumamoto

### Hadosztályok
A Japán Szárazföldi Véderőnek 9 aktív hadosztálya van (1 páncélozott és 8 gyalogsági)
- 1. Hadosztály, Nerima.
- 2. Hadosztály, Aszahikava.
- 3. Hadosztály, Itami.
- 4. Hadosztály, Kaszuga.
- 6. Hadosztály, Higasine.
- 7. (Páncélozott) hadosztály, Csitosze.
- 8. Hadosztály, Kumamoto.
- 9. Hadosztály, Aomori.
- 10. Hadosztály, Nagoja.

### Brigádok
A Japán Szárazföldi Véderő 7 aktív Brigáddal rendelkezik, ebből egy desszantos
- 1. Légi Brigád, Narasino táborban Funabasi, Csiba prefektúra
- 5. Brigád, Obihiro táborban Obihiro, Északkelet Hokkaidóért felelős
- 11. Brigád, Makomanai táborban Szapporo, Délnyugat Hokkaidóért felelős
- 12. Brigád, Szómagahara táborban Sinton, Gunma, Nagano, Niigata, Tocsigi prefektúrákért felelős
- 13. Brigád, Kaita, Csúgoku régióért felelős
- 14. Brigád, Zencúdzsi, Sikoku szigetértért felelős.
- 15. Brigád, Naha, Okinava prefektúráért felelős

A hadosztályok 6.000-9.000 fő között vannak, a brigádok 3.000-4.000 fő között vannak. Ezek regionálisan függetlenek.

### 9 harci támogató egység
- 1. Helikopter Brigád, Kita-Csitosze táborban Csitosze, Hokkaidó prefektúra
- 1. Helikopter Brigád, Kiszarazu táborban Kiszarazu, Csiba prefektúra
- 1. Légvédelmi Tüzérségi Brigád, Higasi táborban Csitosze, Hokkaidó prefektúra
- 2. Légvédelmi Tüzérségi Brigád, Iizuka táborban Iizuka, Fukuoka prefektúra
- 1. Mérnöki Brigád, Koga táborban, Koga, Ibaraki prefektúra
- 2. Mérnöki Brigád, Funaoka táborban, Sibata, Mijagi prefektúra
- 3. Mérnöki Brigád, Eniva táborban, Eniva, Hokkaidó prefektúra
- 4. Mérnöki Brigád, Okubo táborban, Udzsin, Kiotó prefektúra
- 5. Mérnöki Brigád, Ogóri táborban, Ogóri, Fukuoka prefektúra

### Más egységek
- más egységek és szervezetek
  - Anyagellenőrző Parancsnokság
  - Földi Kutatási és Fejlesztési Parancsnokság
  - Katonai Rendőrség
  - Katonai Hírszerzési Parancsnokság
  - Hírszerzés Védelmi Parancsnokság
  - Szárazföldi Személyzeti Főiskola
  - Szárazföldi Tisztképző iskola
  - Speciális Erők Csoportja
- Taktikai szerveztek
  - A Japán Szárazföldi véderő az alább látható taktikai egységekkel rendelkezik:
  - 1 páncélozott hadosztály (7.)
  - 8 gyalogsági hadosztály, mindegyikben 3  zászlóalj méretű gyalogsági ezred
  - 6 gyalogsági Brigád (5. Brigád, 11. Brigád, 12. Brigád, 13. Brigád, 14. Brigád, 15. Brigád)
  - 1 légi Brigád
  - 5 kombinált (képzésű) brigád
  - 1 tüzérségi brigád
  - 2 légvédelmi brigád
  - 4 mérnök brigád
  - 1 helikopter brigád, 24 század és 2 anti-tank szakasz

## Lásd még
- Japán Önvédelmi Haderő
- Japán Légi Véderő
- Japán Tengerészeti Véderő
- Japán Szárazföldi Véderő honlapja: www.mod.go.jp/gsdf/english/index.html